# Halichoeres hilomeni
Halichoeres hilomeni är en fiskart som beskrevs av Randall och Allen 2010. Halichoeres hilomeni ingår i släktet Halichoeres och familjen läppfiskar. Inga underarter finns listade i Catalogue of Life.